# Classique héritage de la LNH 2019
Match précédent Match suivant
La Classique héritage de la LNH 2019 est un match de hockey sur glace disputé en extérieur le 26 octobre 2019 au Stade Mosaic, à Regina, dans la province de la Saskatchewan au Canada. Ce match oppose les Flames de Calgary aux Jets de Winnipeg.

## Effectifs
| No | Joueur            | Position       |
| -- | ----------------- | -------------- |
| 4  | Rasmus Andersson  | Défenseur      |
| 5  | Mark Giordano     | Défenseur      |
| 7  | T.J. Brodie       | Défenseur      |
| 10 | Derek Ryan        | Centre         |
| 11 | Mikael Backlund   | Centre         |
| 13 | Johnny Gaudreau   | Ailier gauche  |
| 16 | Tobias Rieder     | Centre         |
| 17 | Milan Lucic       | Ailier gauche  |
| 19 | Matthew Tkachuk   | Ailier gauche  |
| 23 | Sean Monahan      | Centre         |
| 24 | Travis Hamonic    | Défenseur      |
| 28 | Elias Lindholm    | Centre         |
| 33 | David Rittich     | Gardien de but |
| 39 | Cam Talbot        | Gardien de but |
| 55 | Noah Hanifin      | Défenseur      |
| 58 | Oliver Kylington  | Défenseur      |
| 67 | Michael Frolik    | Ailier droit   |
| 88 | Andrew Mangiapane | Ailier gauche  |
| 89 | Alan Quine        | Centre         |
| 93 | Sam Bennett       | Centre         |

| No | Joueur            | Position       |
| -- | ----------------- | -------------- |
| 2  | Anthony Bitetto   | Défenseur      |
| 3  | Tucker Poolman    | Défenseur      |
| 4  | Neal Pionk        | Défenseur      |
| 7  | Dmitry Kulikov    | Défenseur      |
| 9  | Andrew Copp       | Centre         |
| 17 | Adam Lowry        | Ailier gauche  |
| 18 | Bryan Little      | Centre         |
| 19 | David Gustafsson  | Centre         |
| 23 | Carl Dahlstrom    | Défenseur      |
| 26 | Blake Wheeler     | Ailier droit   |
| 27 | Nikolaj Ehlers    | Ailier gauche  |
| 28 | Jack Roslovic     | Centre         |
| 29 | Patrik Laine      | Ailier droit   |
| 30 | Laurent Brossoit  | Gardien de but |
| 37 | Connor Hellebuyck | Gardien de but |
| 44 | Josh Morrissey    | Défenseur      |
| 55 | Mark Scheifele    | Centre         |
| 57 | Gabriel Bourque   | Ailier gauche  |
| 81 | Kyle Connor       | Ailier gauche  |
| 85 | Mathieu Perreault | Centre         |

## Feuille de match
| 26 octobre 2019 | Winnipeg | 2-1 (pr) (0-0, 0-1, 1-0, 1-0) | Calgary | Mosaic Stadium 33 518 spectateurs |

| Feuille de match  | Feuille de match                                                                      | Feuille de match | Feuille de match                                    | Feuille de match                                                     |
| ----------------- | ------------------------------------------------------------------------------------- | ---------------- | --------------------------------------------------- | -------------------------------------------------------------------- |
|                   | - Morrissey (Laine, Scheifele) — 55 min 49 s Little (Connor, Pionk) — 63 min 4 s (IN) | 0-0 0-1 1-1 2-1  | - Lindholm (Gaudreau, Monahan) — 34 min 47 s (SN) - | Arbitrage : Brad Meier, Graham Skilliter Kiel Murchison, Trent Knorr |
| Connor Hellebuyck | Gardiens                                                                              | David Rittich    |                                                     | Arbitrage : Brad Meier, Graham Skilliter Kiel Murchison, Trent Knorr |
| 6 min             | Pénalités                                                                             | 10 min           |                                                     | Arbitrage : Brad Meier, Graham Skilliter Kiel Murchison, Trent Knorr |
| 45                | Tirs                                                                                  | 30               |                                                     | Arbitrage : Brad Meier, Graham Skilliter Kiel Murchison, Trent Knorr |